# Сидер Крик (Аризона)
Сидер Крик (енгл. Cedar Creek) насељено је место без административног статуса у америчкој савезној држави Аризона.

## Демографија
По попису из 2010. године број становника је 318.
| Група             | 2000.    | 2010.    |
| Белци             | 0 (0,0%) | 8 (2,5%) |
| Афроамериканци    | 0 (0,0%) | 0 (0,0%) |
| Азијати           | 0 (0,0%) | 0 (0,0%) |
| Хиспаноамериканци | 0 (0,0%) | 9 (2,8%) |
| Укупно            | 0        | 318      |